# یوزبئی (سولواووا)
یوزبئی (به ترکی استانبولی: Yüzbeyi) یک منطقهٔ مسکونی در ترکیه است که در سولواووا واقع شده‌است.